# 1438 Wendeline
Az 1438 Wendeline (ideiglenes jelöléssel 1937 TC) a Naprendszer kisbolygóövében található aszteroida. Karl Wilhelm Reinmuth fedezte fel 1937. október 11-én, Heidelbergben.